# برایان وودز
برایان وودز (به انگلیسی: Bryan Woods) (متولد ۱۴ سپتامبر ۱۹۸۴) کارگردان و فیلمنامه‌نویس آمریکایی متولد دونپورت، آیووا است. در سال ۲۰۱۹ برایان وودز همراه اسکات بک فیلم به نام تسخیر ساختند